# Amithao decemguttatus
Amithao decemguttatus är en skalbaggsart som beskrevs av Waterhouse 1876. Amithao decemguttatus ingår i släktet Amithao och familjen Cetoniidae. Inga underarter finns listade i Catalogue of Life.